# خوان أنطونيو فليتشا
خوان أنطونيو فليتشا (بالإسبانية: Juan Antonio Flecha)‏ مواليد 17 سبتمبر 1977 في بوينس آيرس، الأرجنتين، هو دراج أرجنتيني سابق في صنف سباق الدراجات على الطريق.

## سباقات أو مراحل فاز بها
- طواف فرنسا

## روابط خارجية
- خوان أنطونيو فليتشا على موقع الاتحاد الدولي للدراجات (الإنجليزية)
- خوان أنطونيو فليتشا على موقع أرشيف الدراجات (الإنجليزية)
- خوان أنطونيو فليتشا على موقع إحصائيات الدراجات الإحترافية (الإنجليزية)
- خوان أنطونيو فليتشا على موقع نسبة الدراجات (الإنجليزية)
- خوان أنطونيو فليتشا على موقع CycleBase (الإنجليزية)